# Zlaté maliny za rok 2000
21. výroční Zlatá malina byla vyhlášena v hotelu Radisson-Huntley v kalifornské Santa Monice 24. března 2001.
Tomuto ročníku Zlatých malin vévodila sci-fi Bojiště Země, která získala sošky ve všech sedmi kategoriích, ve kterých byla nominovaná (celkem byl film nominován osmkrát, dvakrát v kategorii Nejhorší herec).

## Nominace
| Kategorie                                          | Nominace (vítěz tučně)                                                                                                 |
| -------------------------------------------------- | --- |
| Nejhorší film                                      | Bojiště Země (Warner Bros.)                                                                                            |
| Nejhorší film                                      | Záhada Blair Witch 2 (Artisan)                                                                                         |
| Nejhorší film                                      | Flintstoneovi 2 - Viva Rock Vegas (Universal)                                                                          |
| Nejhorší film                                      | Malý Nicky – Satan Junior (New Line)                                                                                   |
| Nejhorší film                                      | Příští správná věc (Paramount)                                                                                         |
| Nejhorší herec                                     | John Travolta ve filmech Bojiště Země a Šťastná čísla                                                                  |
| Nejhorší herec                                     | Leonardo DiCaprio ve filmu Pláž                                                                                        |
| Nejhorší herec                                     | Adam Sandler ve filmu Malý Nicky – Satan Junior                                                                        |
| Nejhorší herec                                     | Arnold Schwarzenegger (jako skutečný Adam Gibson) ve filmu Šestý den                                                   |
| Nejhorší herec                                     | Sylvester Stallone ve filmu Sejměte Cartera                                                                            |
| Nejhorší herečka                                   | Madonna ve filmu Příští správná věc                                                                                    |
| Nejhorší herečka                                   | Kim Basinger ve filmech Dotek zla a Snila jsem o Africe                                                                |
| Nejhorší herečka                                   | Melanie Griffith ve filmu Šílený Cecil                                                                                 |
| Nejhorší herečka                                   | Bette Midler ve filmu Život hvězdy                                                                                     |
| Nejhorší herečka                                   | Demi Moore ve filmu V moci snů                                                                                         |
| Nejhorší herec ve vedlejší roli                    | Barry Pepper ve filmu Bojiště Země                                                                                     |
| Nejhorší herec ve vedlejší roli                    | Stephen Baldwin ve filmu Flintstoneovi 2 - Viva Rock Vegas                                                             |
| Nejhorší herec ve vedlejší roli                    | Keanu Reeves ve filmu Sleduje tě vrah!                                                                                 |
| Nejhorší herec ve vedlejší roli                    | Arnold Schwarzenegger (jako klon Adama Gibsona) ve filmu Šestý den                                                     |
| Nejhorší herec ve vedlejší roli                    | Forest Whitaker ve filmu Bojiště Země                                                                                  |
| Nejhorší herečka ve vedlejší roli                  | Kelly Prestonová ve filmu Bojiště Země                                                                                 |
| Nejhorší herečka ve vedlejší roli                  | Patricia Arquette ve filmu Malý Nicky – Satan Junior                                                                   |
| Nejhorší herečka ve vedlejší roli                  | Joan Collins ve filmu Flintstoneovi 2 - Viva Rock Vegas                                                                |
| Nejhorší herečka ve vedlejší roli                  | Thandie Newton ve filmu Mission: Impossible II.                                                                        |
| Nejhorší herečka ve vedlejší roli                  | Rene Russo ve filmech Dobrodružství Rockyho a Bullwinkla                                                               |
| Nejhorší pár na plátně                             | John Travolta a kdokoliv, kdo je s ním na plátně ve filmu Bojiště Země                                                 |
| Nejhorší pár na plátně                             | Kteříkoliv dva herci ve filmu Záhada Blair Witch 2                                                                     |
| Nejhorší pár na plátně                             | Richard Gere a Winona Ryder ve filmu Podzim v New Yorku                                                                |
| Nejhorší pár na plátně                             | Madonna a buď Rupert Everett, nebo Benjamin Bratt ve filmu Příští správná věc                                          |
| Nejhorší pár na plátně                             | Arnold Schwarzenegger (jako skutečný Adam Gibson) a Arnold Schwarzenegger (jako klon Adama Gibsona) ve filmu Šestý den |
| Nejhorší prequel, remake, rip-off nebo pokračování | Záhada Blair Witch 2                                                                                                   |
| Nejhorší prequel, remake, rip-off nebo pokračování | Grinch (Universal) |
| Nejhorší prequel, remake, rip-off nebo pokračování | Flintstoneovi 2 - Viva Rock Vegas                                                                                      |
| Nejhorší prequel, remake, rip-off nebo pokračování | Sejměte Cartera (Warner Bros.)                                                                                         |
| Nejhorší prequel, remake, rip-off nebo pokračování | Mission: Impossible II. (Paramount)                                                                                    |
| Nejhorší režie                                     | Roger Christian za film Bojiště Země                                                                                   |
| Nejhorší režie                                     | Joe Berlinger za film Záhada Blair Witch 2                                                                             |
| Nejhorší režie                                     | Steven Brill za film Malý Nicky – Satan Junior                                                                         |
| Nejhorší režie                                     | Brian De Palma za film Mise na Mars                                                                                    |
| Nejhorší režie                                     | John Schlesinger za film Příští správná věc                                                                            |
| Nejhorší scénář                                    | Bojiště Země, scénář Corey Mandell a J.D. Shapiro, založený na románu L. Ron Hubbard                                   |
| Nejhorší scénář                                    | Záhada Blair Witch 2, napsali Dick Beebe a Joe Berlinger                                                               |
| Nejhorší scénář                                    | Grinch, scénář Jeffrey Price a Peter S. Seaman, založeno na knize od Dr. Seuss                                         |
| Nejhorší scénář                                    | Malý Nicky – Satan Junior, scénář Tim Herlihy, Adam Sandler a Steven Brill                                             |
| Nejhorší scénář                                    | Příští správná věc, napsal Tom Ropelewski                                                                              |